# ムニホヴォ・フラジシチェ

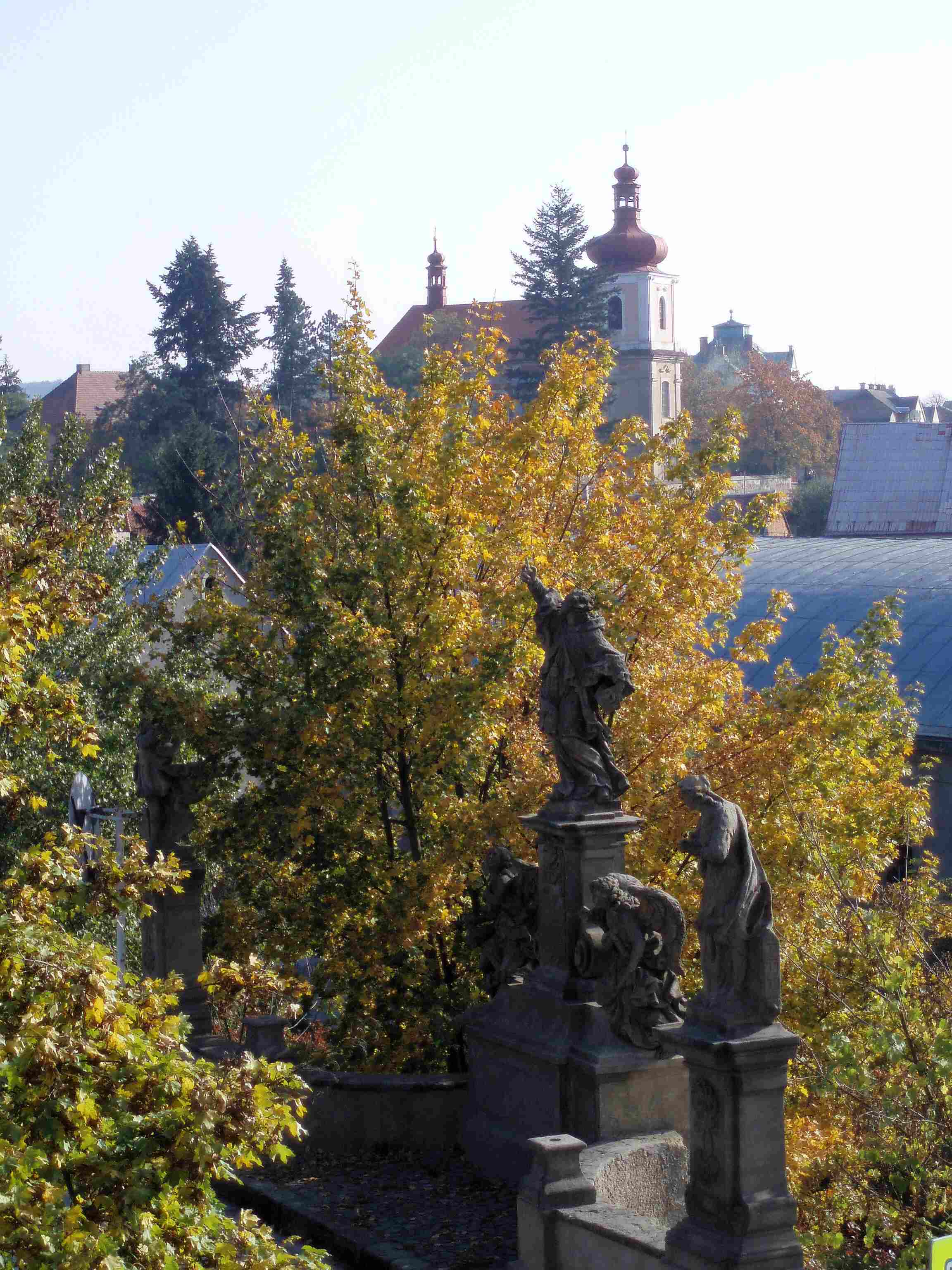
ムニホヴォ・フラジシチェ

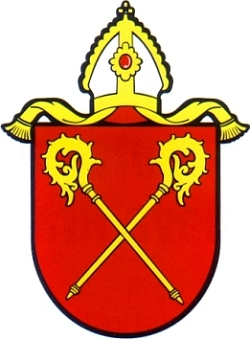
ムニホヴォ・フラジシチェの市の紋章

ムニホヴォ・フラジシチェ(チェコ語: Mnichovo Hradiště)は、チェコ中央ボヘミア州ムラダー・ボレスラフ郡の町である。
ドイツ語名はミュンヒェングレーツ(独: Münchengrätz)。
人口は8,536人（2006年）。
文献には1279年に初出。
市内のムニホヴォ・フラジシチェ城（Schloss Mnichovo Hradiště）はゴシック期の要塞跡にヴァーツラフ・ブドヴェツ（Václav Budovec z Budova）が建設したルネサンス様式の城を基礎とするもので、17世紀はじめにヴァルトシュタイン家の所有となり、カネヴァーレ（Canevalle）の手によってバロック様式に改築された。 ヴァルトシュタイン家の出身でイチーンで暗殺されたアルブレヒト・フォン・ヴァレンシュタインの遺骸は、1723年、この城内にある聖アンナ礼拝堂に移された。

## 出身者
- レオポルト・コンペルト（Leopold Kompert）- ユダヤ人作家

## 註
1. ↑  Czech Tourism, "Mnichovo Hradiště"